# North Arm
North Arm – miejscowość na  Falklandach, na wyspie Falkland Wschodni.